# Cravant (Loiret)
Cravant – miejscowość i gmina we Francji, w Regionie Centralnym, w departamencie Loiret.
Według danych na rok 1990 gminę zamieszkiwały 784 osoby, a gęstość zaludnienia wynosiła 23 osoby/km² (wśród 1842 gmin Regionu Centralnego Cravant plasuje się na 496. miejscu pod względem liczby ludności, natomiast pod względem powierzchni na miejscu 263.).